# Franciszek Berezka-Bereszko
Franciszek Berezka-Bereszko (ur. 5 czerwca 1887 w Łodzi, zm. 29 marca 1924 tamże) – kapitan Wojska Polskiego, organizator Związku Byłych Wojskowych I, II i III Korpusu Polskiego – zasłynął z przeprowadzenia akcji rozbrajania Niemców w Łodzi w 1918.

## Życiorys
Berezka-Bereszko urodził się w ubogiej rodzinie katolickiej, był synem w Jana Bereszki i Agnieszki z domu Kazimierskiej. W młodości uczył się w rosyjskojęzycznej Szkole Zgromadzenie Kupców w Łodzi, którą ukończył w 1905, następnie wiedzę uzupełniał na kompletach w języku polskim w szkole średniej. Następnie angażował się w działalność na rzecz wprowadzenia języka polskiego do szkół, uczestniczył w pochodach młodzieży oraz działał w grupie konspiracyjnej. Po wykryciu jego działalności przez rosyjską policję uciekł do Krakowa, gdzie pod zmienionym nazwiskiem studiował prawo na Uniwersytecie Jagiellońskim, następnie w 1907 wyjechał do Niemiec, gdzie ponownie był ponownie jako wolny słuchacz uczęszczał na zajęcia na Akademię Handlową w Berlinie, a następnie w Hamburgu, a później również studiował na Akademii Sztuk Pięknych w Düsseldorfie, gdzie zaangażował się w manifestacje polityczne polskiej młodzieży, w związku czym został zmuszony przez władze do opuszczenia Niemiec, po czym wyjechał do Paryża, gdzie rozpoczął studia na Wydziale Nauk Politycznych na Uniwersytecie Paryskim. Regularnie opuszczał Paryż w celach zarobkowych, na dalsze studia w Paryżu – wracał do Królestwa Kongresowego, gdzie trudnił się handlem. W wyniku wybuchu I wojny światowej podjął decyzję o niekończeniu studiów i powrocie do Łodzi.
Po powrocie do Łodzi w październiku 1914 zaciągnął się do armii rosyjskiej, w której do grudnia 1915 służył w oddziale konnych wywiadowców rosyjskiego XIX Korpusu Armijnego, awansując w lutym 1915 na chorążego. Następnie należał do oddziału czołowego 51 Dywizji Piechoty, w którym służbę odbywał do maja 1917. Następnie od maja do sierpnia 1917 był oficerem do specjalnych poruczeń w 73 Dywizji Piechoty.
W lipcu 1917 dołączył do I Korpusu Polskiego w Rosji pod dowództwem Józefa Dowbora-Muśnickiego, początkowo angażując się w agitację wśród żołnierzy polskiej narodowości będącymi żołnierzami wojsk rosyjskich, celem dołączenia Korpusu. W wyniku swoich działań został aresztowany przez bolszewików i przetrzymywany przez 5 tygodni, a następnie oddelegowany do swojej poprzedniej służby w wojsku rosyjskim. W marcu 1918 dołączył do sztabu Legii Rycerskiej. W czerwcu 1918 został zwolniony ze służby wojskowej i w lipcu 1918 powrócił do Łodzi, gdzie stanął na czele zorganizowanego przez siebie Związku Byłych Wojskowych I, II i III Korpusu Polskiego (tzw. Związku Dowborczyków) – organizacji liczącej kilkudziesięciu wojskowych, mającej na celu walkę z niemieckim okupantem.
Następnie zaangażował się w działalność Komendy Siły Zbrojnej zorganizowanej przez gen. ppor. Stanisława Suryna-Masalskiego w celu rozbrajania Niemców. KSZ dowodził por. Alfred Biłyk zaś Berezka-Bereszko wraz z Mieczysławem Pęczkowskim objął Komendę Placu, zostając oficerem Komendy Placu oraz komendantem oddziałów działających pod auspicjami Komendy Siły Zbrojnej, bezpośrednio koordynując akcję rozbrajania Niemców i przejmowania broni. Berezka-Bereszko aktywnie uczestniczył w rozbrajaniu, jednocześnie angażując podległy mu Związek Dowborczyków oraz inne łódzkie organizacje paramilitarne.
Po oddaniu władzy Józefowi Piłsudskiemu przez Radę Regencyjną, członkowie KSZ porządkowali się płk. Albinowi Jasińskiemu, który mianował Alfreda Biłyka komendantem miasta Łodzi, a Berezkę-Bereszko jego zastępcą i adiutantem. W lutym 1919 został na własną prośbę zwolniony Dowództwa Miasta Łodzi oraz oddelegowany do Armii Wielkopolskiej. Po przyjeździe do Poznania otrzymał decyzję o cofnięciu zgody na przeniesienie oraz o awansie na podporucznika i przydzieleniu do 28 Pułku Strzelców Kaniowskich na stanowisko młodszego oficera kompanii.
Następnie powołano go na stanowisko pomocnika adiutanta dowódcy pułku i pułkowego referenta kulturalno-oświatowego, a następnie został adiutantem dowódcy I batalionu. W czerwcu 1919 wraz z batalionem walczył na froncie polsko-ukraińskim. W sierpniu 1919 po powrocie do Łodzi przeniesiono go do Batalionu Zapasowego 28. pSK na stanowisko instruktora, a w październiku do Batalionu Zapasowego Wojsk Wartowniczych i Etapowych nr IV w Łodzi na stanowisko oficera ewidencyjnego. W kwietniu 1920 został awansowany na kapitana i przeniesiony na stanowisko adiutanta batalionu, w kwietniu 1921 został dowódcą kadry batalionu. W maju przeniesiono go do 28. pSK, gdzie został młodszym oficerem 8. kompanii strzeleckiej I batalionu, a następnie w sierpniu 1921 przeniesiono go na stanowisko adiutanta dowódcy batalionu.
Jesienią 1923 zachorował na gruźlicę i po kilku miesiącach walki z chorobą, 29 marca 1924 zmarł. Został pochowany w części rzymskokatolickiej Starego Cmentarza w Łodzi.

## Odznaczenia
- Krzyż Świętego Jerzego (1915) za odwagę na polu walki,
- Medal Niepodległości (1932 – pośmiertnie)[1].